# Dekanat Cherson
Dekanat Chersoń jeden z 7 dekanatów katolickich w diecezji odesko-symferopolskiej na Ukrainie.
dziekan: ks. Anatol Kozak

## Parafie
- Chersoń – Parafia Najświętszego Serca Pana Jezusowego
  - prob. ks. Maxim Padlewski
- Prawdina – duszpasterski punkt dojazdowy (Chersoń)
- Biłozerka – duszpasterski punkt dojazdowy (Chersoń)
- Oleszki – Parafia św. Antoniego z Padwy
  - prob. ks. Anatol Kozak
- Abrykosiwka – duszpasterska placówka dojazdowa (Oleszki)
- Duży Kopan – duszpasterska placówka dojazdowa (Oleszki)
- Skadowśk – Parafia św. Teresy od Dzieciątka Jezus
  - prob. ks. Maxim Padlewski
- Ptachiwka – duszpasterska placówka dojazdowa (Skadowśk)
- Maxim Gorki – duszpasterska placówka dojazdowa (Skadowśk)
- Kijiwka – duszpasterska placówka dojazdowa (Skadowśk)
- Tawrijśk – Parafia Niepokalanego Serca Najświętszej Maryi Panny
  - prob. ks. Juliusz Habiniak, o. Maxim Krat, o. Dymitr Kowalczuk
- Grygoriwka – duszpasterska placówka dojazdowa (Tawrijśk)
- Kostantinowka – duszpasterska placówka dojazdowa (Tawrijka)
- Mykołaiwka – duszpasterska placówka dojazdowa (Tawrijśk)
- Nowopetriwka – duszpasterska placówka dojazdowa (Tawrijśk)
- Tawrijśk ul. Tawryczanka – duszpasterska placówka dojazdowa (Tawrijśk)